# Municipio Vecchio (Lipsia)

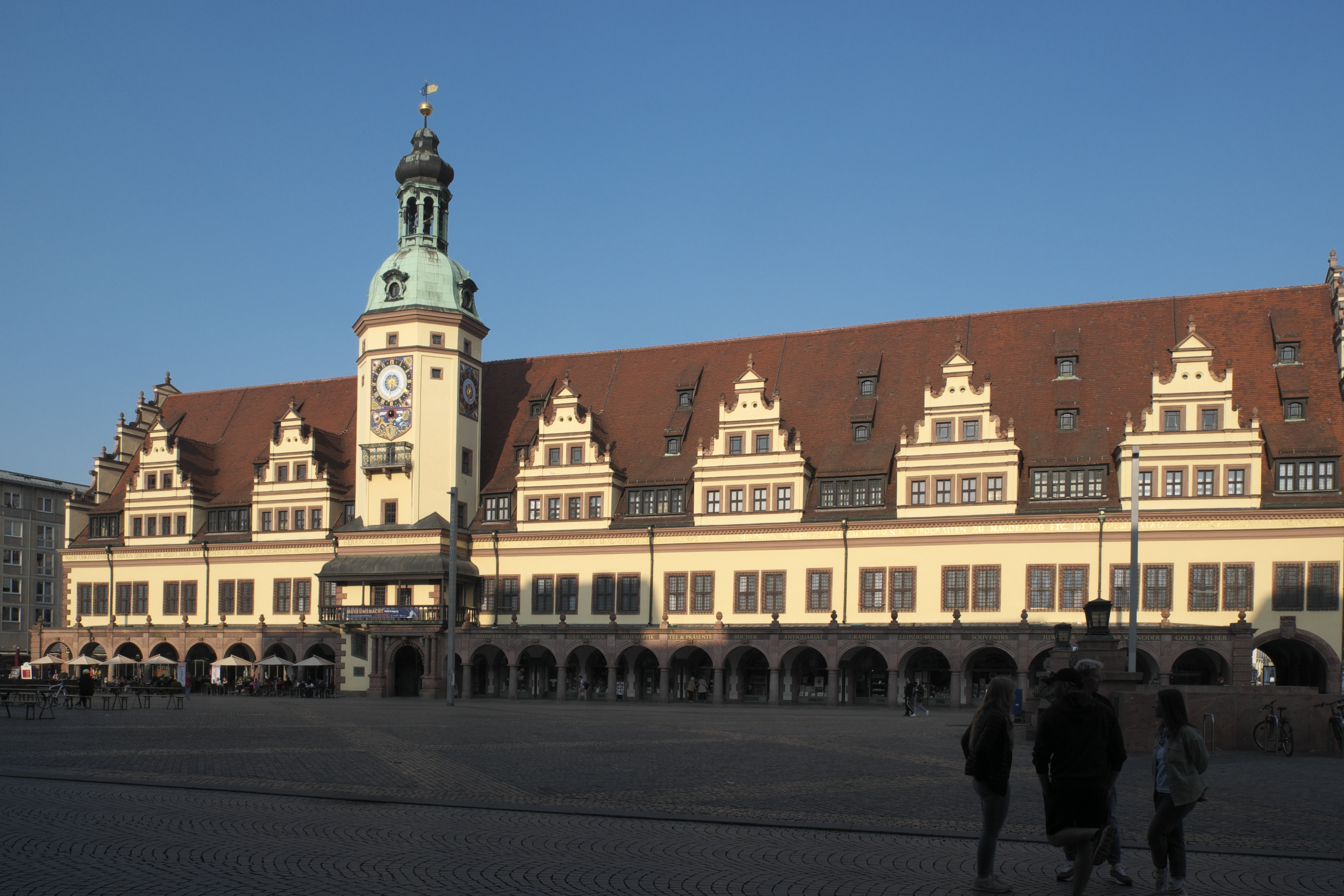
Municipio Vecchio a Lipsia

Il Municipio Vecchio (in tedesco: Altes Rathaus) è un palazzo storico di Lipsia, sito nel Markt, utilizzato per circa 350 anni come sede dell'amministrazione cittadina fino al 1909, quando fu costruito il Municipio Nuovo.
Da allora (o dal 1911), ospita il museo storico cittadino (Stadtgeschichtliches Museum).
Si tratta di uno dei più antichi edifici in stile rinascimentale di tutta la Germania ed è un esempio di rinascimento sassone.

## Ubicazione
L'edificio si trova nella parte orientale del  Markt , dietro il Naschmarkt ("Mercato dei Dolci") e a pochi passi dalla Chiesa di San Tommaso (Thomaskirche), dall'Alte Handelsbörse  ("Vecchia Borsa"), dall'Antica Pesa Pubblica ( Alte Waage ) e dal Passaggio Mädler (la galleria commerciale con lo storico locale  Auerbachs Keller ).

## Descrizione
Con due piani coronari da un tetto a falde molto pendenti e una lunghezza di 93 metri, l'edificio è animato da una serie frontoni (6 lato Marktplatz, 7 lato Naschmarkt) con alti timpani a gradini, tipici dell'edilizia dell'epoca in Sassonia, da un porticato in pietra lato mercato, realizzato tra il 1906 e il 1909, e da una torre a pianta ottagonale, che si erge sempre sul lato mercato accanto al portale principale, attraverso quale è possibile un passaggio dal mercato al Naschmarkt. I colori utilizzati sono due: la calda tonalità di colore del porfido Rochlitz e una tonalità beige o ocra abbinata per l'intonaco delle pareti. Il portale principale è sostenuto da due colonne ioniche con le cosiddette teste di gaffi (Gaffköpfe), che dovrebbero rappresentare i capomastri. A una seconda occhiata si scoprono numerosi altri dettagli come i bovindi a cassone in pietra alle due estremità del timpano, chiavi di volta disegnate, fontane ornamentali, targhe commemorative di ogni genere e infine una finestra biforia sul lato sud. Questa è datata al 1230 e proviene da un edificio precedente, probabilmente una torre residenziale.

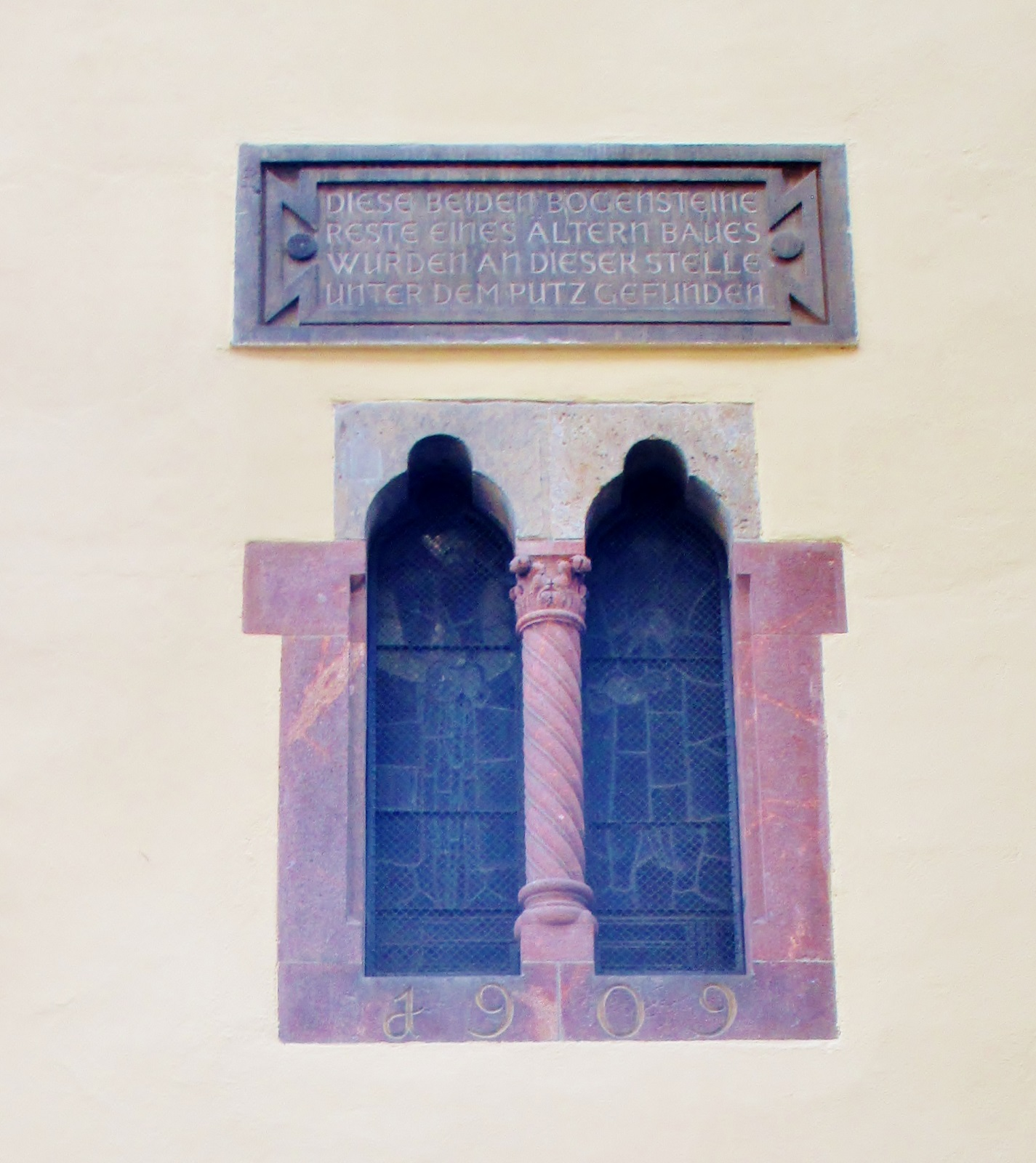
Finestra biforia (1230)
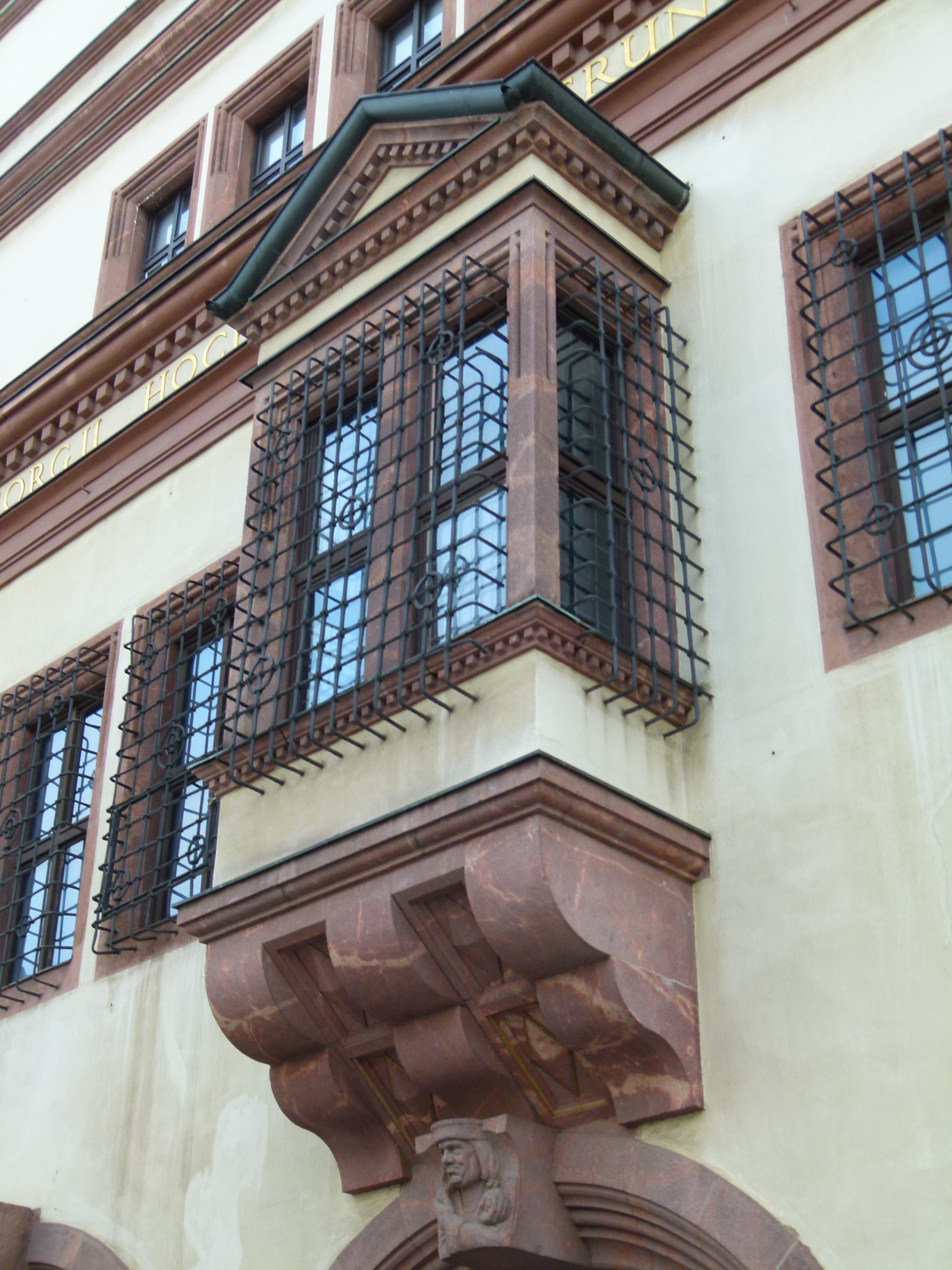
Bovindo a cassone
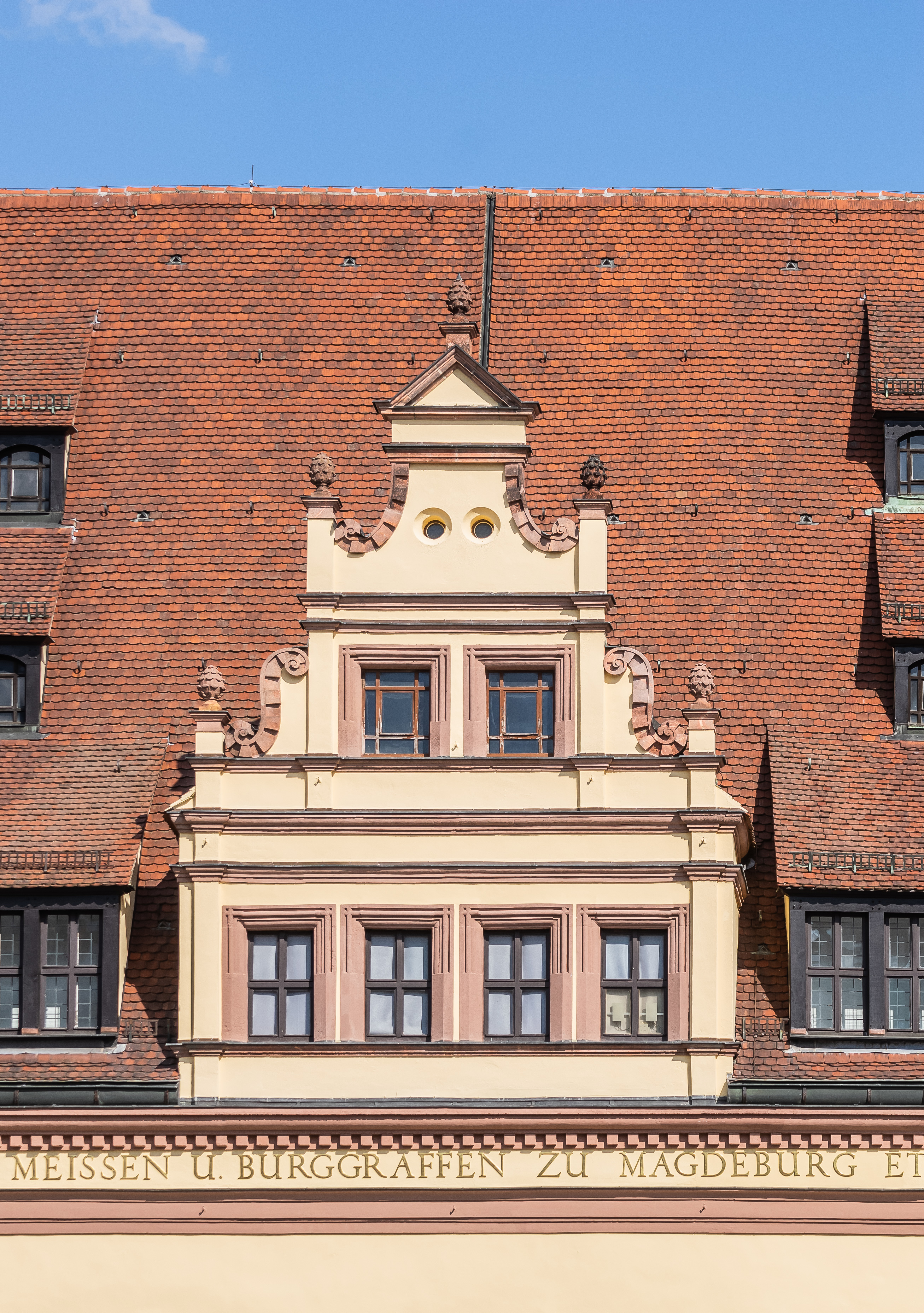
Timpano
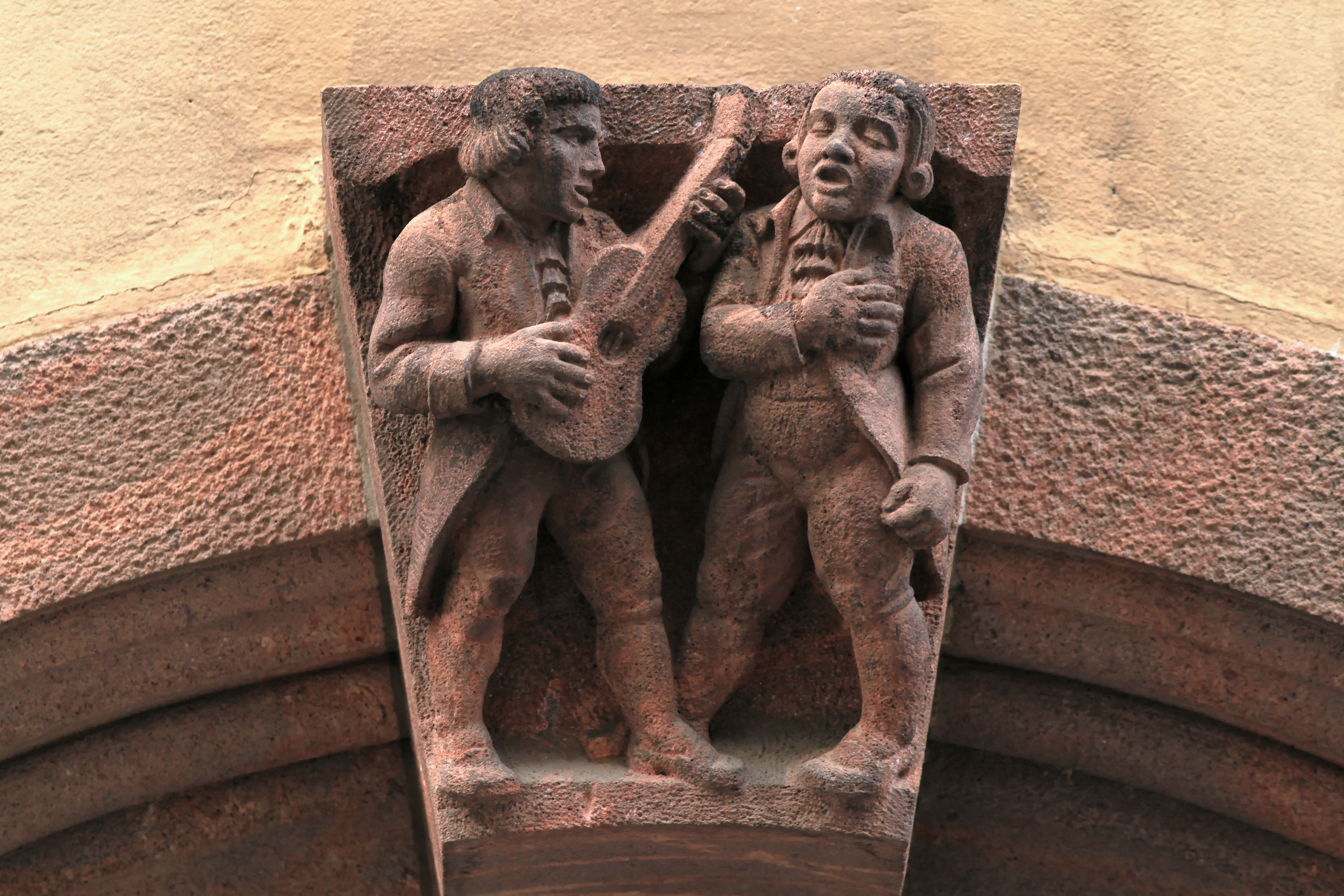
Chiave di volta in un arco
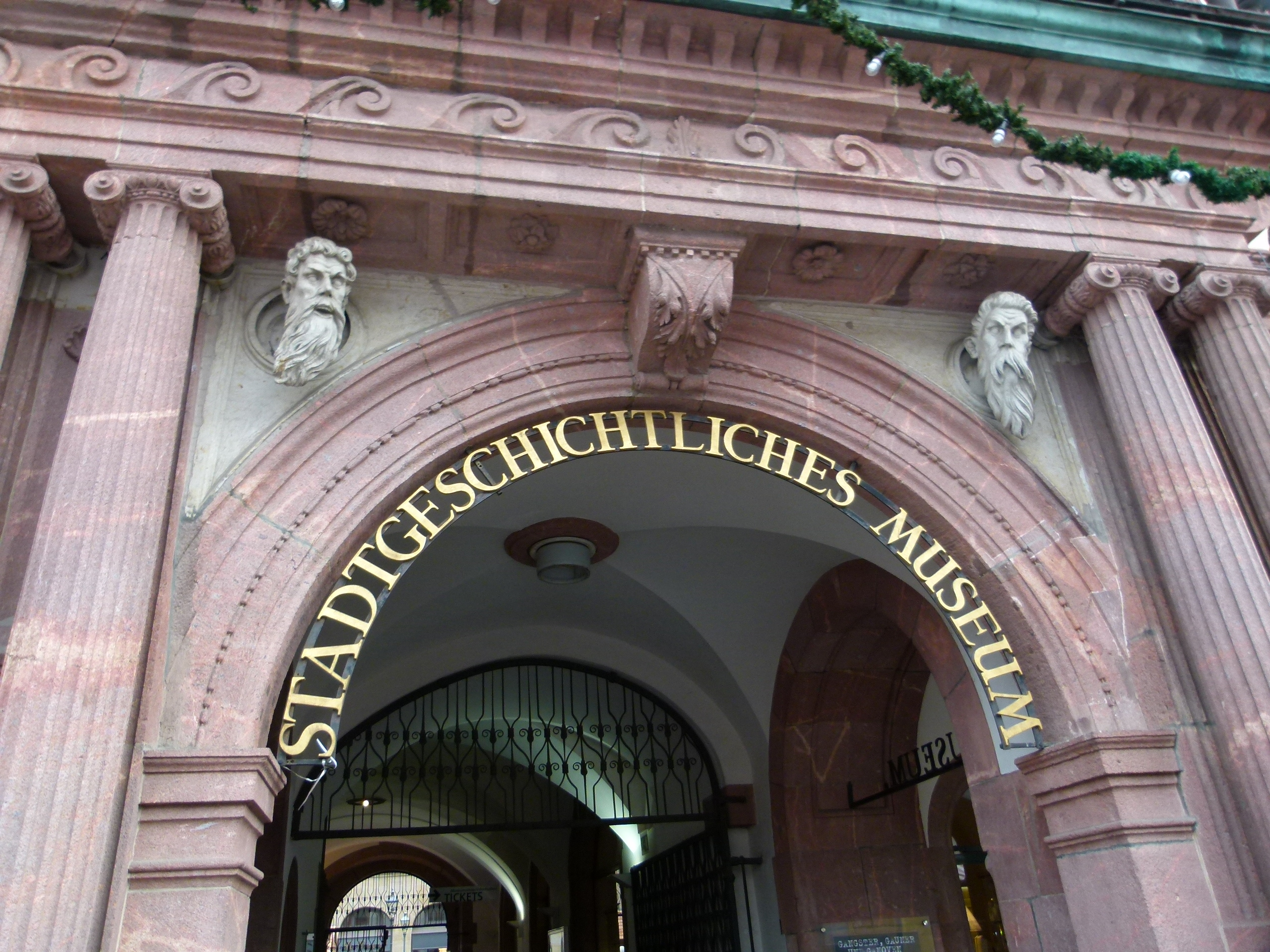
Portale principale: capi di Lotter e Widemann?
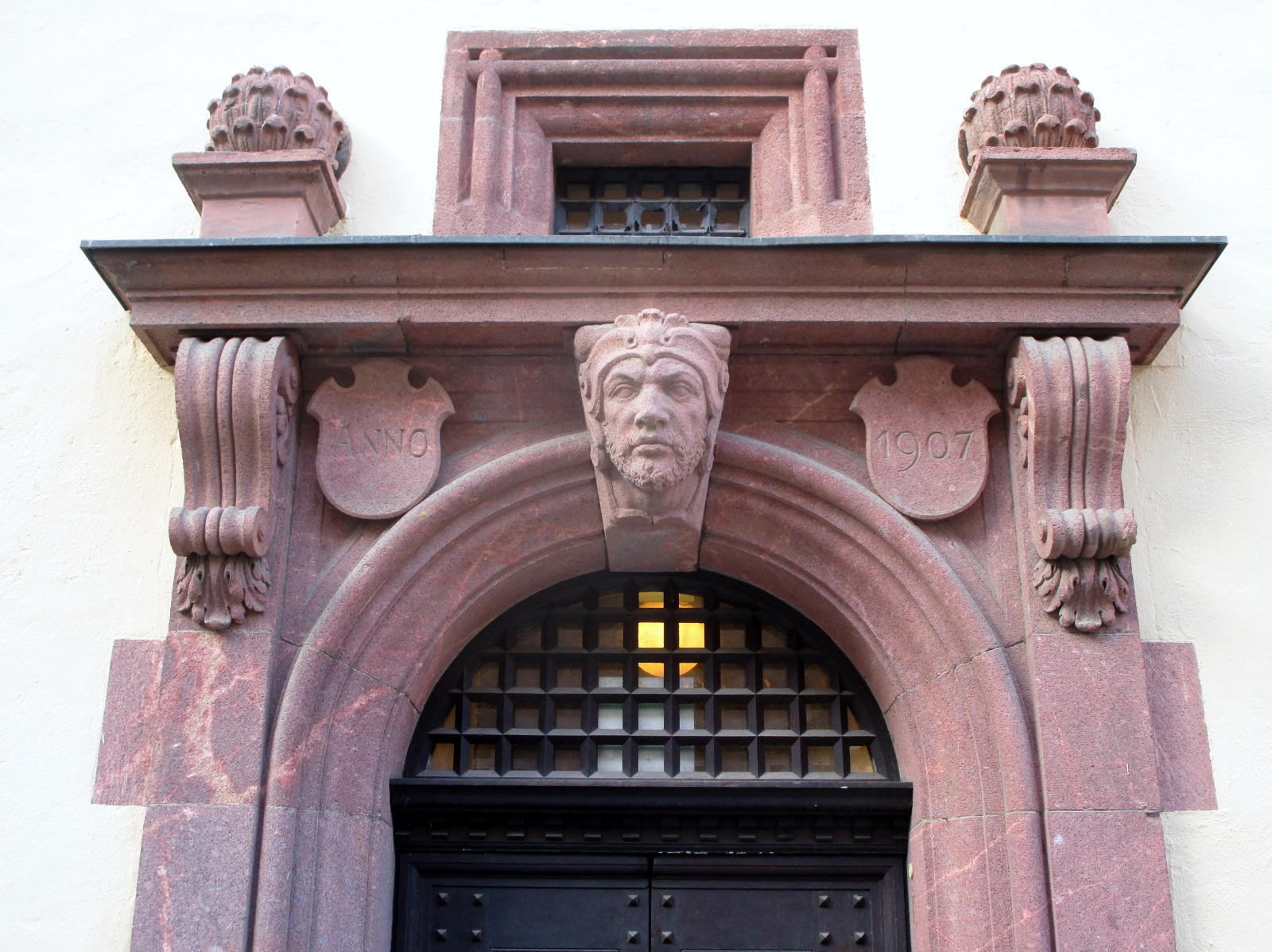
Capo di Scharenberg?

Nonostante tutta la sua simmetria, vale la pena notare che l'edificio ha elementi asimmetrici sorprendenti (per esempio la "piegatura" nella facciata longitudinale del municipio di circa tre gradi tra il primo e il secondo timpano da destra). Secondo Wolfgang Hocquél, tali asimmetrie sono un segno distintivo del Rinascimento tedesco. In sostanza, il Vecchio Municipio è un edificio rinascimentale, risalente al 1556. Ulteriori aggiunte furono aggiunte durante il periodo barocco e poi di nuovo dal 1906 al 1909. Furono riutilizzate anche parti di edifici precedenti.

## Storia

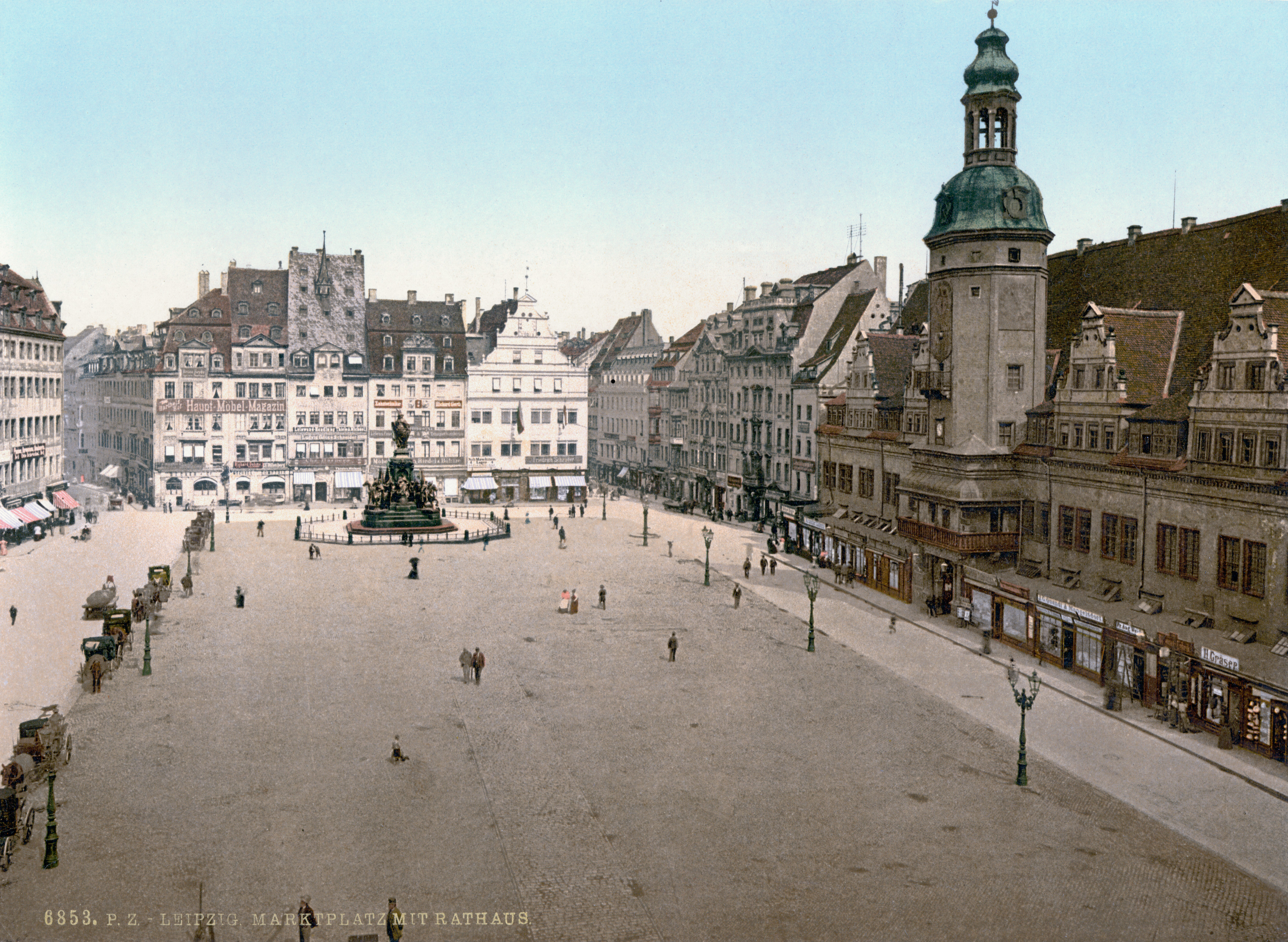
L'Altes Rathaus di Lipsia nel 1900

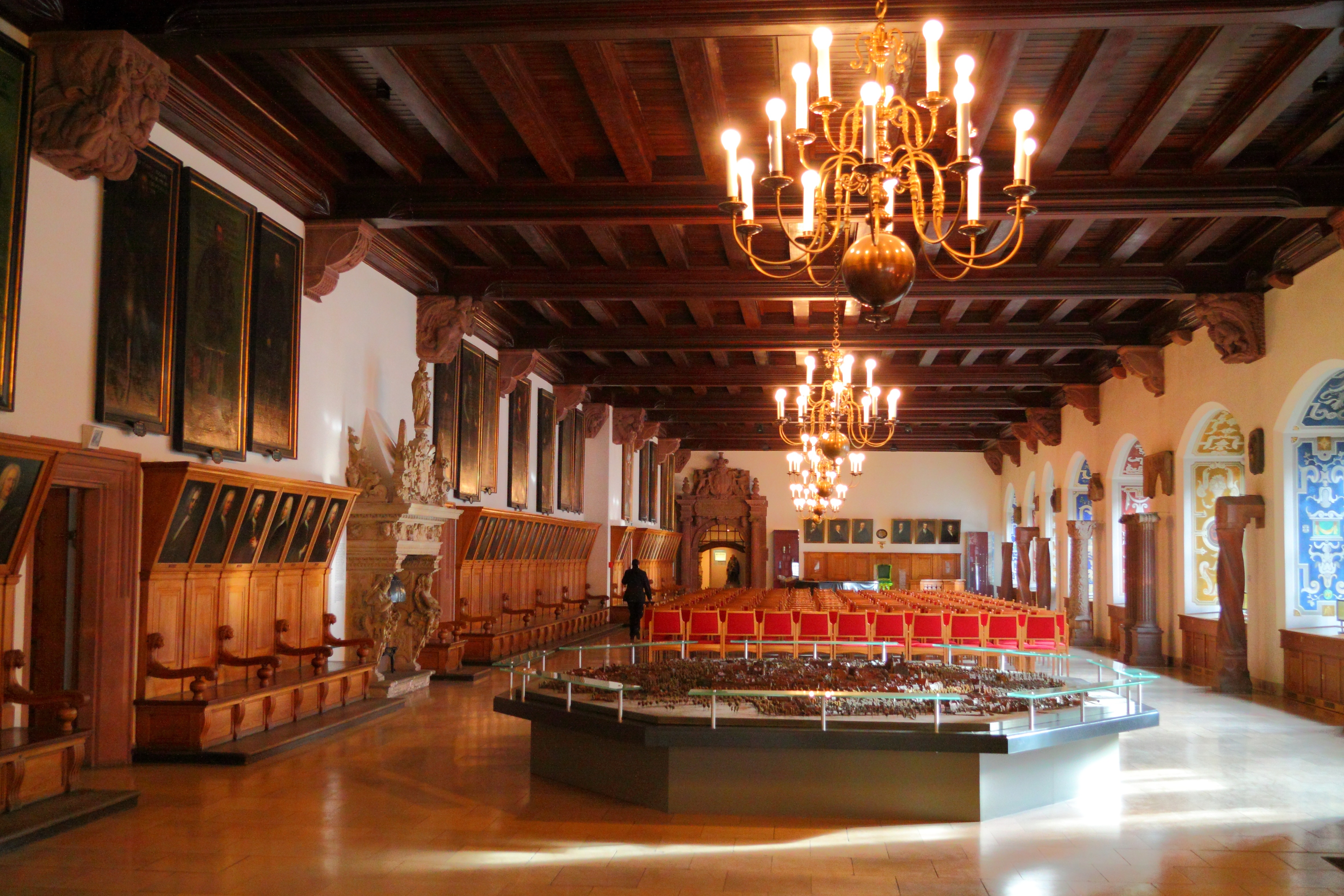
Altes Rathaus (Lipsia): Festsaal

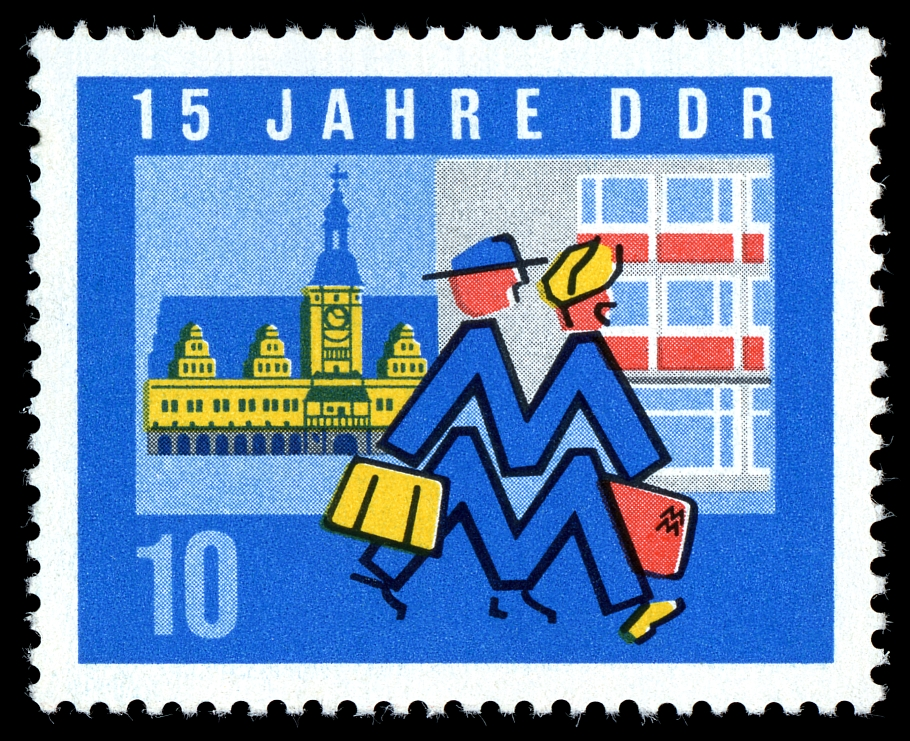
Francobollo (1964) dell'ex-DDR raffigurante l'Altes Rathaus di Lipsia

L'edificio sostituì il municipio preesistente, costruito in stile tardo-gotico, che andò distrutto nel 1554. Venne costruito in stile rinascimentale tra il 1556 e il 1557 su progetto degli architetti Paul Speck e Paul Widermann e per volere dell'allora sindaco cittadino Hieronymus Lotter il Vecchio (1497 ca. - 1580). e durarono soli nove mesi fra il 1556 e il 1557.
Nel 1672, vi fu la prima grande opera di rinnovamento del municipio, mentre nel 1744, furono aggiunte all'edificio una torre ed una cupola in stile barocco. Nel 1909, l'edificio cessò di essere adibito a municipio. Nello stesso anno, fu inaugurato, dopo tre anni di lavori, lo  Stadtgeschichtliches Museum. L'Altes Rathaus fu gravemente danneggiato il 3 dicembre 1943, nel corso dei bombardamenti della seconda guerra mondiale. L'opera di ricostruzione delle parti andate distrutte durò circa due anni e fu intrapresa tra il 1948 e il 1950.
Un'ampia opera di restauro dell'edificio fu fatta tra il 1988 e il 1990. Dall'inizio del 2017 al 2018 la facciata, compresi i quadranti dei due orologi, è stata ampiamente rinnovata.

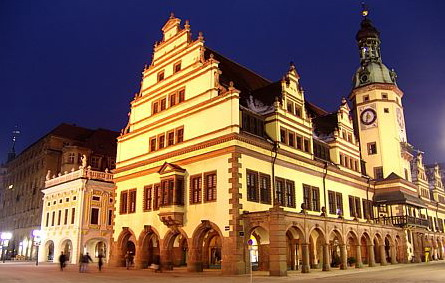
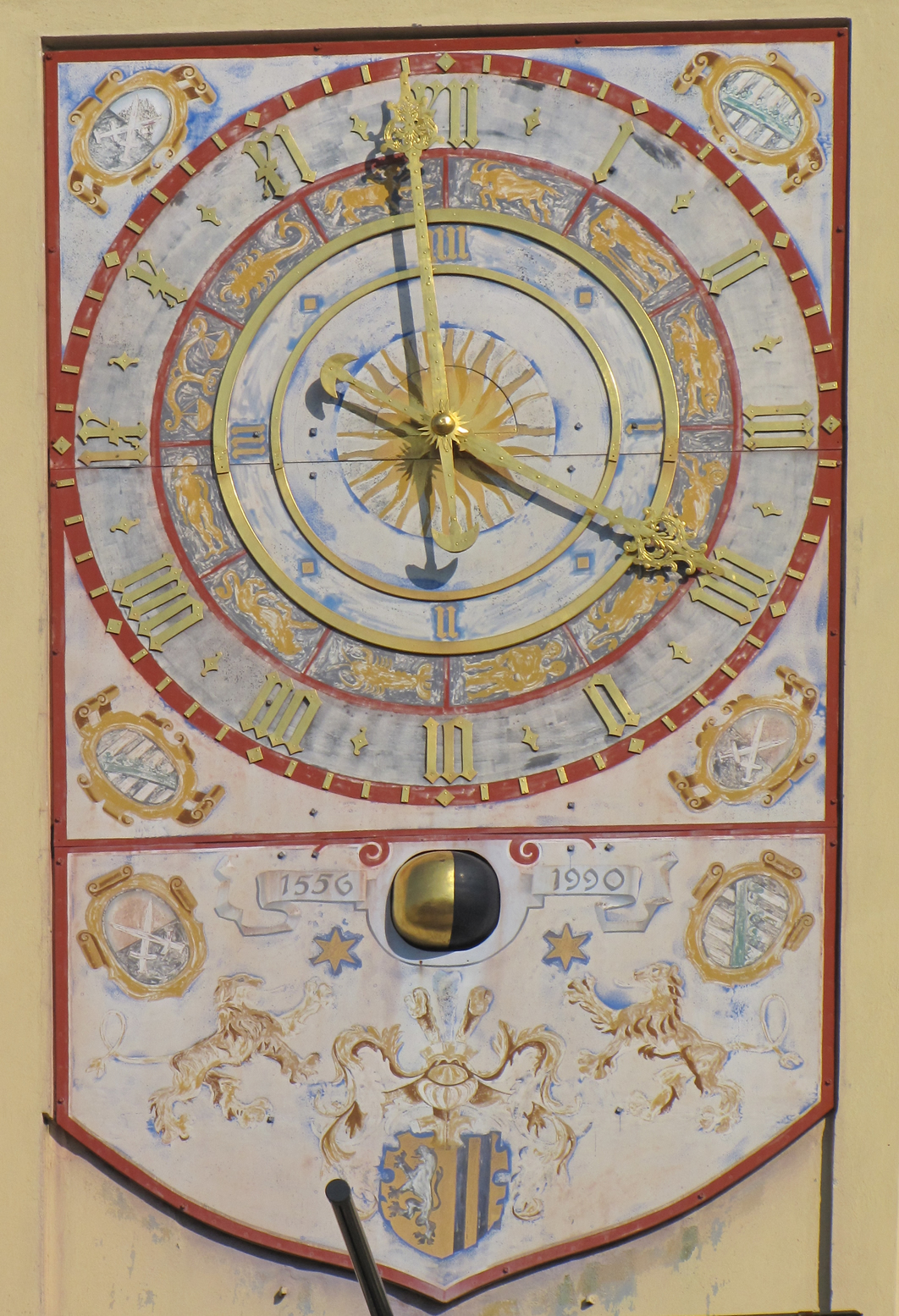
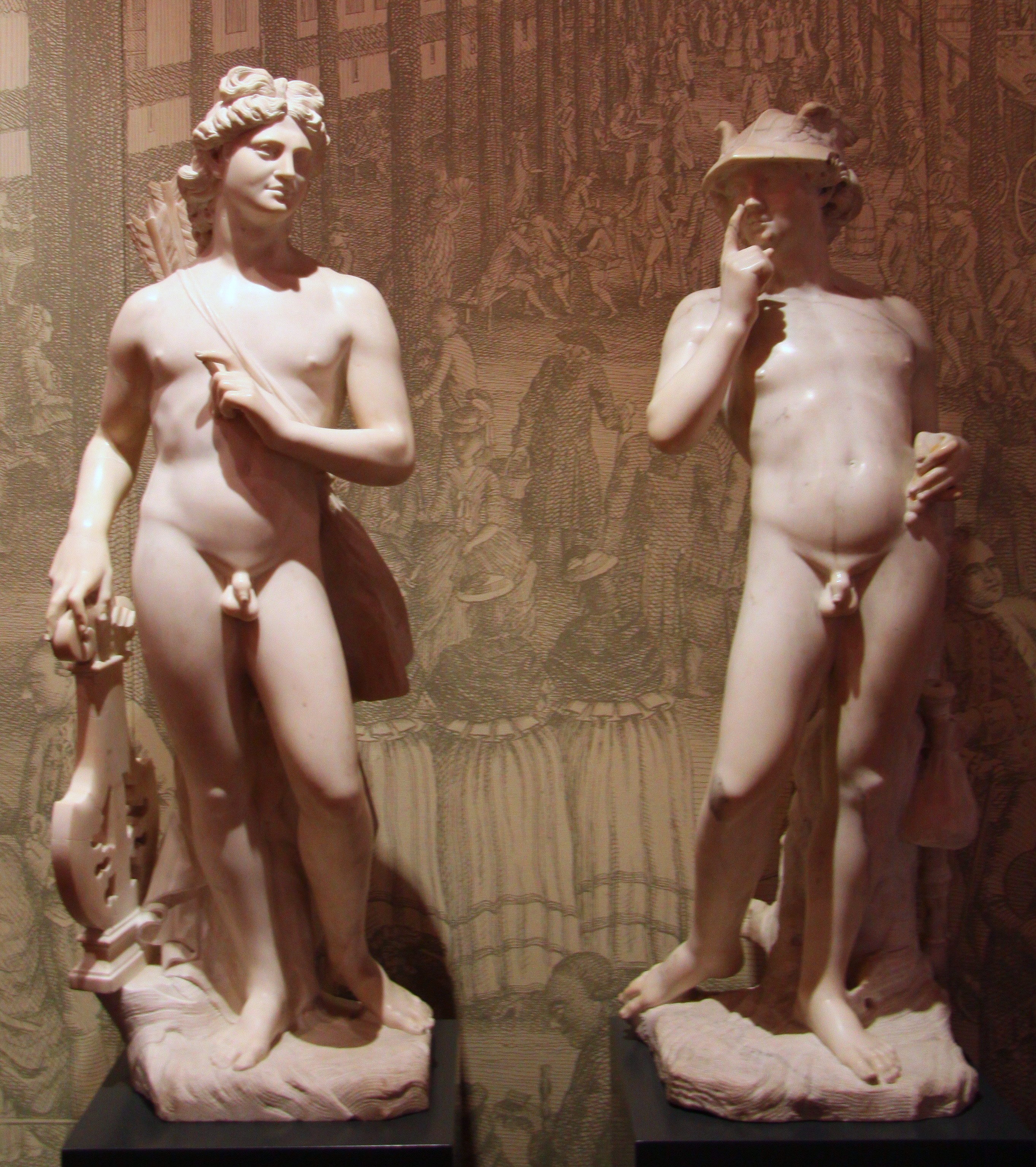
Sculture di Apollo e Mercurio.

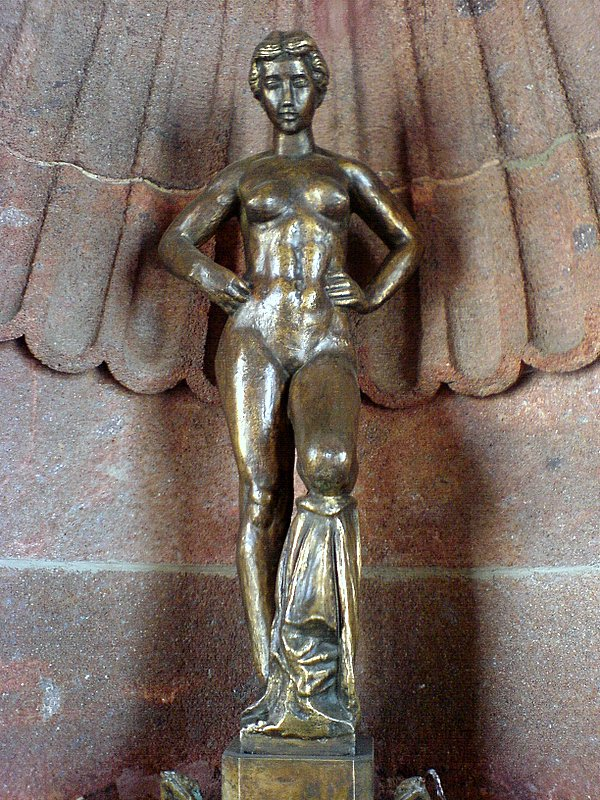
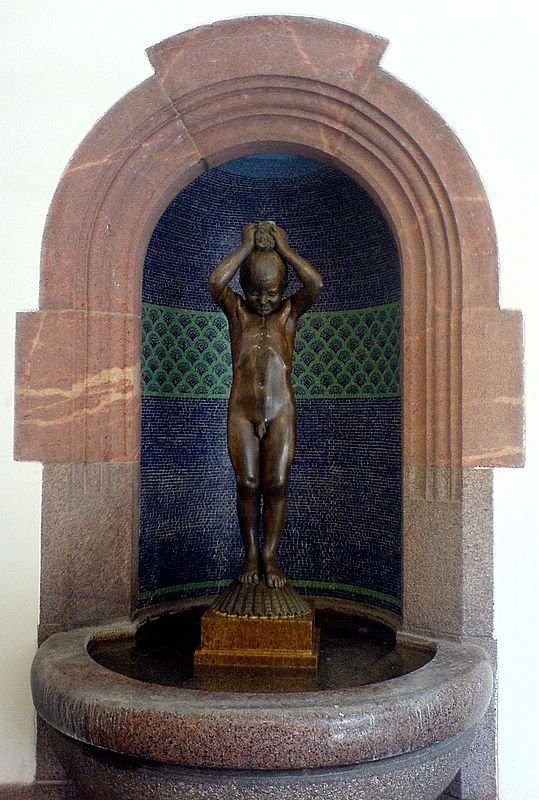
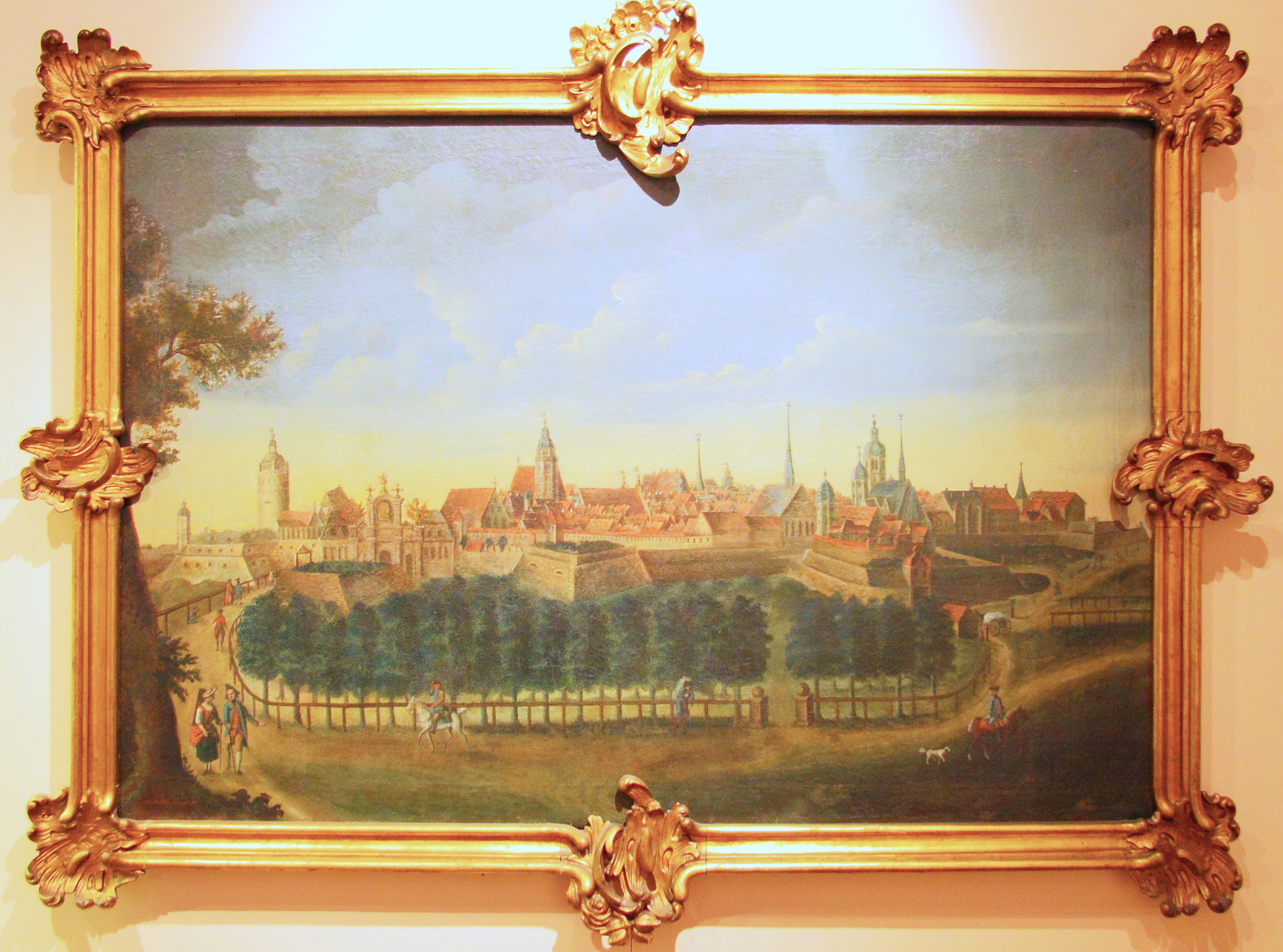

## Caratteristiche
L'edificio è caratterizzato da un tetto a spioventi e da una torre centrale. Nella facciata principale, si trovano il balcone degli annunci e quello dei musicanti.
Al suo interno si trova, tra l'altro, una sala dedicata al musicista Felix Mendelssohn.

## Il vecchio municipio e la sezione aurea
Notevole è la struttura asimmetrica dell'edificio dal fronte e dal retro, che lo divide approssimativamente nella sezione aurea. Durante le trasformazioni sotto Hieronymus Lotter nel 1556/57, la facciata assunse in gran parte le dimensioni attuali grazie agli edifici esistenti e alle loro fondazioni. Si presume spesso che la torre del vecchio municipio, spostata a sinistra, indichi le proporzioni della sezione aurea dell'edificio. Tuttavia, l'effettiva divisione del fronte abitativo verso il mercato in termini di rapporto aureo avviene al centro del portale principale e del passaggio, giacendo asimmetricamente rispetto alla torre. L'impressione estetica complessiva dell'edificio non è influenzata da questo fatto in connessione con l'altezza della torre.

## Dimensioni (dal 1909)
- Lunghezza totale (lato mercato): circa 93,2 metri
- Lunghezze delle parti dell'edificio a sinistra e a destra del passaggio (a partire dal centro del passaggio, lato mercato): circa 35,8 metri a sinistra, circa 57,4 metri a destra
- Larghezza: circa 20,6 metri
- Altezza della torre del municipio: circa 41 metri
- Lunghezza dell'iscrizione in tutto il municipio sotto l'ultimo piano: circa 220 metri

## Iscrizione circonferenziale
«NACH CHRISTI UNSERES HERRN GEBURTH IM MDLVI IAHR BEY REGIERUNG DES DURCHLAUCHTIGSTEN UND HOCHGEBORENEN FURSTEN UND HERRN AUGUSTI HERTZOGEN ZU SACHSEN DES H. ROM REICHS ERTZMARSCHALL UND CHURFÜRSTEN LANDGRAFF IN THÜRINGEN MARGGRAFFEN ZU MEISSEN U. BURGGRAFFEN ZU MAGDEBURG ETC. IST INDISER STADT ZU BEFÖRDERUNG GEMEINES NUTZENS DIESES HAUS IM MONATH MARTIO ZU BAUEN ANGEFANGEN UND DASSELBE DES ENDE IM NOVEMBRIS VOLLBRACHT. DEM HERRN SEY ALLEIN DIE EHRE, DENN WO DER HERR DIE STADT NICHT BAUET SO ARBEITEN UMSONST DIE DARAN BAUEN WO DER HERR DIE STADT NICHT BEWACHET SO WACHET DER WÄCHTER UMSONST DES HERRN NAHME SEY GEBENEDEYET EWIGLICH AMEN BEY CHURF. IOH. GEORG II. HOCHLÖBL. REGIERUNG RENOV. MDCLXXII.»

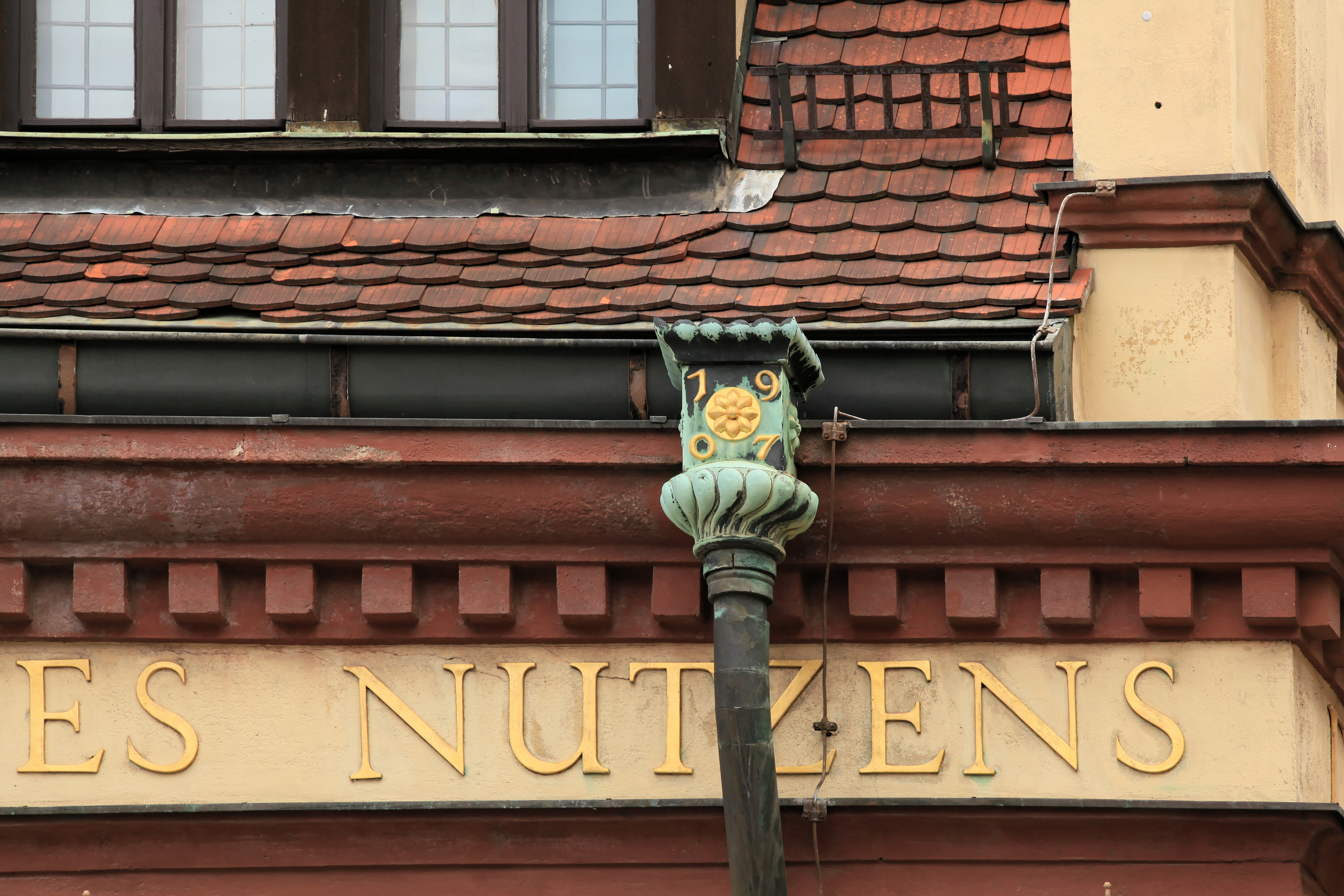
Parte dell'iscrizione

Questa iscrizione fu affrescata nel 1672 e successivamente, durante i restauri dell'inizio del XX secolo, rifinita con l'uso di lettere in ottone.
L'iscrizione sottolinea il periodo di costruzione estremamente breve da marzo a novembre 1556 e loda Dio. Come scrive Rudolf Skoda, la casa doveva essere costruita nel breve periodo tra due fiere. I lavori interni sono avvenuti successivamente e hanno richiesto molto più tempo.

## Varie

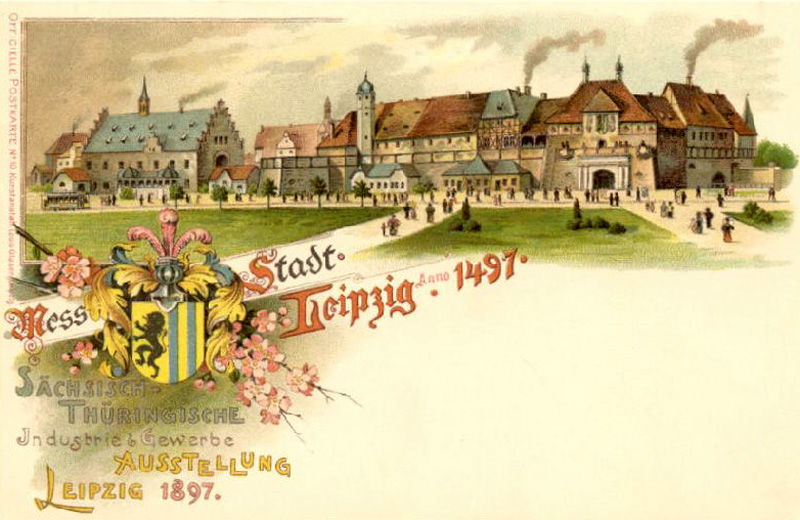
A sinistra: replica del vecchio municipio nella versione del 1497

Alla mostra industriale e commerciale sassone-turinghia a Lipsia nel 1897, il vecchio municipio fu ricreato nelle sue dimensioni originali, ma non nella versione del 1556, ma del 1497.

## Letteratura
- Cornelius Gurlitt, Rathhaus, in Beschreibende Darstellung der älteren Bau- und Kunstdenkmäler des Königreichs Sachsen, 18. Heft, Stadt Leipzig (II. Theil), C. C. Meinhold, Dresden, 1896.
- Rudolf Skoda: Hieronymus Lotter. „Es hat mich Kurfürst Moritz zu einem Baumeister allhier gemacht“, in Vera Hauschild (ed.), Die großen Leipziger, Insel Verlag, Frankfurt am Main-Leipzig 1996, ISBN 3-458-16780-3, pp. 35–46, in tedesco.
- Wolfgang Hocquél: Leipzig. Architektur von der Romanik bis zur Gegenwart, 2ª edizione notevolmente ampliata, Passage-Verlag, Leipzig 2004, ISBN 3-932900-54-5, pp. 38–41, in tedesco.